# Cavaliere del Sacro Romano Impero

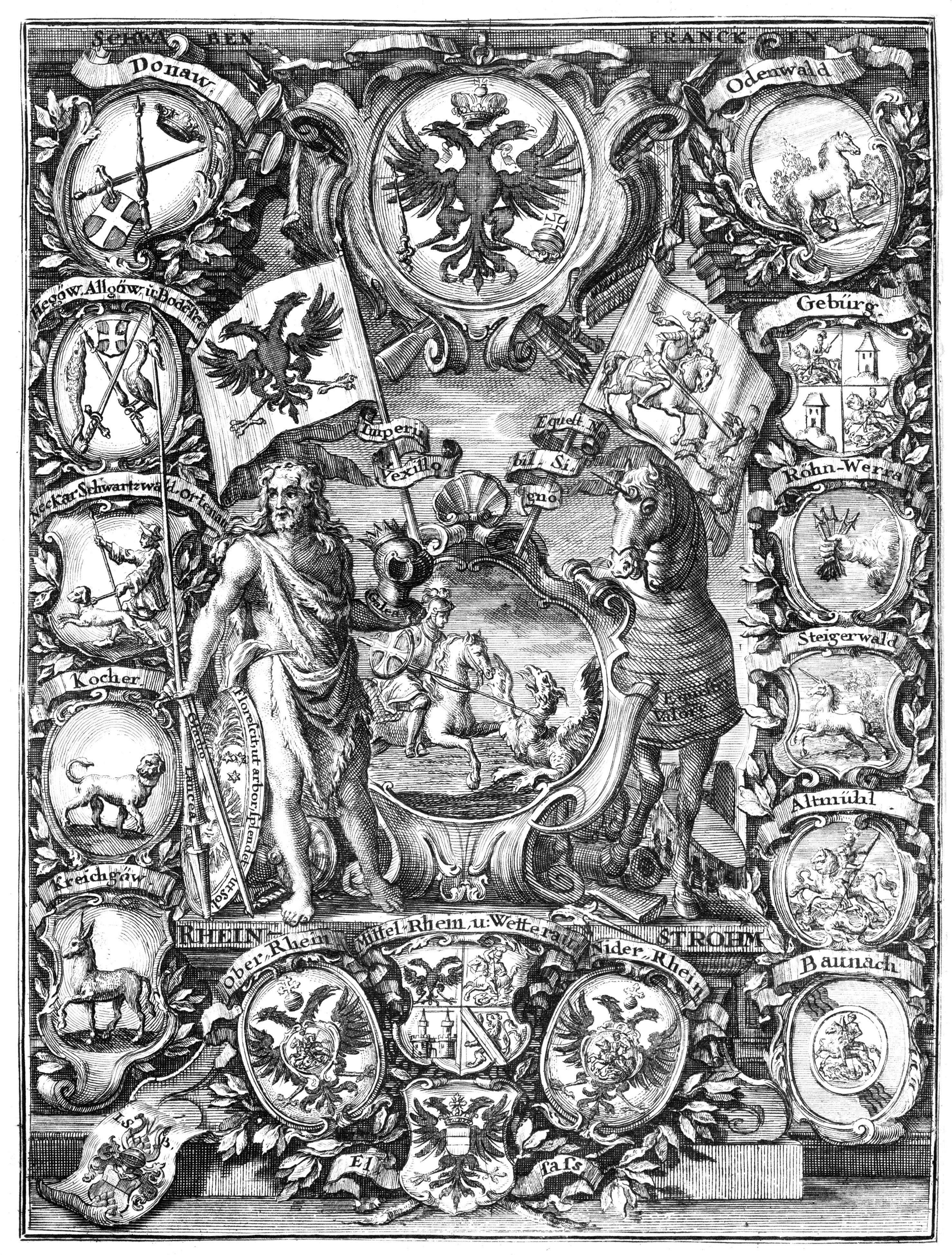
Stemmi dei 15 cantoni in cui erano suddivisi i cavalieri dell'Impero in una stampa del 1721 realizzata da Johann Stephan Burgermeister.

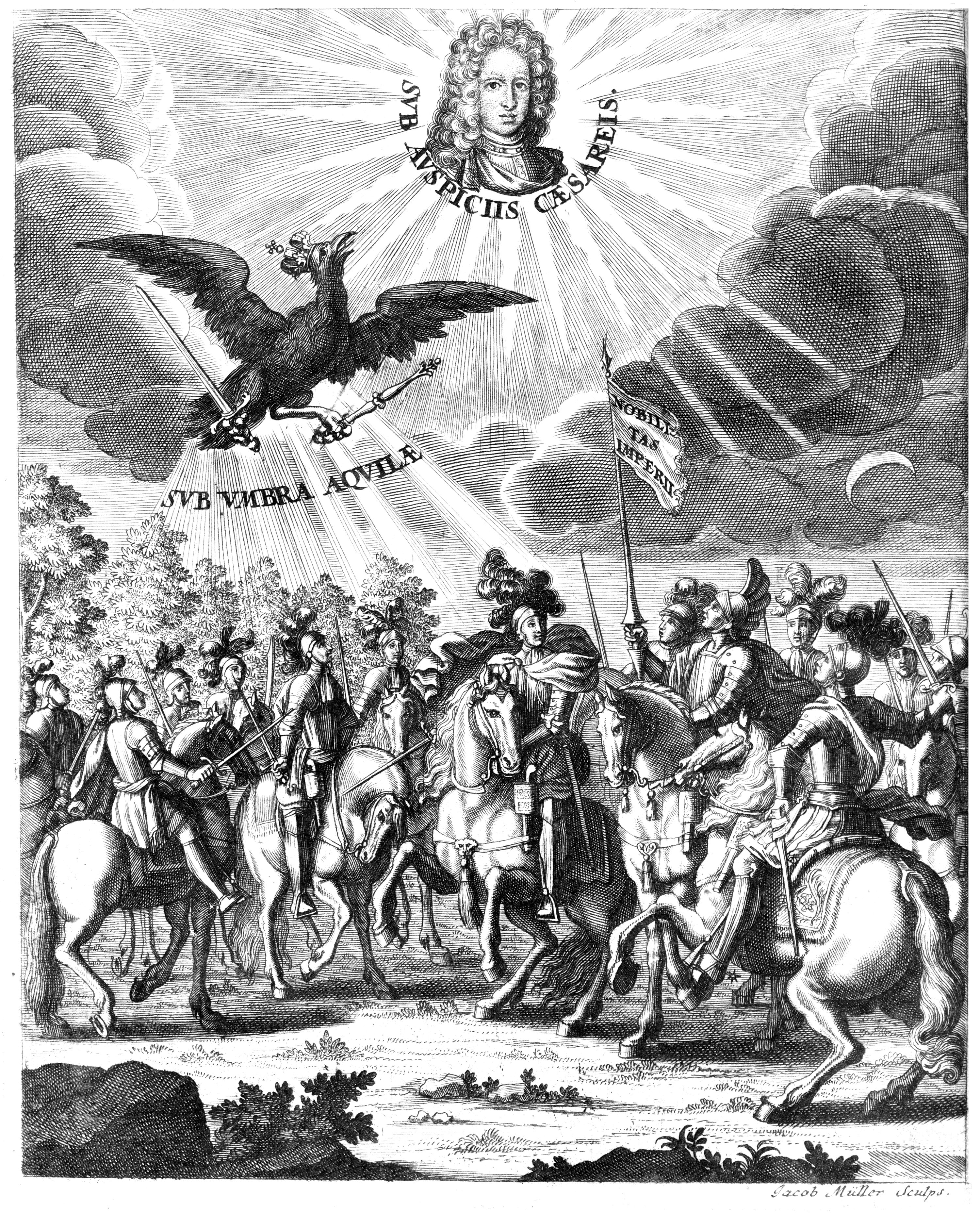
Incisione del 1710 rappresentante i cavalieri imperiali

I Liberi Cavalieri Imperiali, o Cavalieri dell'Impero (in tedesco Reichsritter) erano un'organizzazione di liberi nobili del Sacro Romano Impero, dipendenti direttamente dall'Imperatore, il che era un chiaro rimando alla tradizione medioevale della nobiltà tedesca (Edelfrei). Erano il residuo della antica classe cavalleresca che fino al XVI secolo aveva dominato la storia delle terre meridionali tedesche. Per proteggere i propri diritti, questa associazione si organizzò in tre partiti (Partheien) già verso la fine del XV secolo. Dal momento che si ritenevano sottoposti unanimemente alla volontà imperiale, i Cavalieri ereditari dell'Impero godevano di una limitata sovranità sopra i loro feudi.
Il loro status venne definitivamente chiarito con la pace di Vestfalia, ma non ebbero mai accesso al Reichstag e ai circoli imperiali degli stati immediati (Reichsstände) e vennero sempre considerati come appartenenti alla bassa nobiltà.

## Storia

### Origini
I Liberi Cavalieri Imperiali sorsero nel XIV secolo dalla fusione di quanto rimaneva degli antichi signori feudali (Edelfrei) e la più influente compagine neo-nobilitata. Quest'ultima classe, che ancora non si era energicamente radicata nel territorio, soffrì relativamente della crisi economica di quel tempo, mentre la prima tentava di mantenere uno status decoroso anche se era costretta a vendere molti dei propri possedimenti per sanare i debiti contratti.
Dal 1422 molti di questi nobili ottennero dall'Imperatore l'"immediatezza", ovvero l'autorizzazione a governare e ad amministrare direttamente i feudi in loro possesso per conto dell'Imperatore, passando gradualmente da uno status di vassalli medioevali a quello di liberi signori protetti dal monarca. Dal 1577 i Cavalieri dell'Impero ottennero di essere ammessi a far parte del corpus equestre.
Con la pace di Vestfalia, i privilegi della Reichsritterschaft vennero riconfermati. I cavalieri, puer esenti dalla matricola, dovevano però pagare una loro propria tassa (volontaria) all'Imperatore, avevano una sovranità limitata sui loro territori (diritto di legislazione, tassazione, giurisdizione civile, polizia, conio, tariffe doganali, caccia e godevano dell'applicazione libera di alcune forme di giustizia), e dello ius reformandi (il diritto di stabilire la religione da seguire nei loro territori). Le leggi familiari che regolavano la sopravvivenza delle famiglie di tradizione cavalleresca dovevano inoltre essere approvate dall'Imperatore in persona, il quale controllava anche i matrimoni dei vari membri appartenenti alla classe ed interveniva nelle questioni di eredità delle proprietà familiari.
Tutte le questioni concernenti lo status legale dei Cavalieri dell'Impero erano regolate dal Consiglio Imperiale Aulico, competente in materia di diritto feudale.
Lo storico e giurista Johann C. Rebmann nel 1783 li definisce: I liberi cavalieri dell'impero sono un corpus immediato dell'impero germanico, privo di voto o seggio alle Diete imperiali, ma in virtù della pace di Vestfalia, le Capitolazioni delle elezioni imperiali e le altre leggi dell'impero, esercitano sui propri possessi tutti gli stessi diritti e giurisdizione dell'alta nobiltà.
Questa classe nobiliare inferiore in molti stati tedeschi dominava la vita politica e sociale con un'influenza economica tale da arrivare in molti casi ad essere creditrice dei vari sovrani che spesso erano costretti a concedere nuove terre e privilegi in autonomia.
Tra le maggiori signorie equestri si ricordano in Franconia la contea di Pappenheim, il castello di Pommersfelden degli Schönborn, la contea di Seckendorff, in Wetterau la contea di Lauterbach, nel Kraichgau i possessi dei Bodman.
Alla fine del XVIII secolo, gradualmente queste signorie indipendenti vengono rapidamente annesse dai principi limitrofi più potenti, come accadde in Franconia da parte della Prussia dal 1796 e in Alsazia e Renania dal 1793 da parte della Francia rivoluzionaria che di fatto fece scomparire i due cantoni dell'Alto e Medio Reno e il distretto dell'Ortenau e della Bassa Alsazia.

### Organizzazione
La realtà dei Cavalieri dell'Impero divenne sempre più diffusa nel corso dei secoli, ed essi ottennero nel 1650 il riconoscimento come Corpus distinto della nobiltà imperiale, organizzandosi in tre "circoli equestri" (Ritterkreise): quello di Franconia, quello della Svevo e quello Renano, a seconda delle aree di provenienza dei diversi nobili e della localizzazione delle loro proprietà feudali. Anche i circoli equestri, come i collegi dei conti, avevano un'autonoma organizzazione amministrativa coordinata da una propri Dieta e da un direttore generale.
I tre circoli, a loro volta, erano suddivisi in 14 cantoni nobiliari (Reichsritterkantone), ciascuno dei quali esercitava un'alta autonomia ed era retto da un direttore (Ritterhauptmann) elettivo e da un direttorio (Ritterräte und Ausschüsse) di nobili consiglieri assistiti da un gruppo di chierici non nobili e da uno staff di giuristi.
Dal 1577 tutti i Cavalieri Imperiali si ritrovavano periodicamente nella Convenzione Generale di Corrispondenza.
Molti feudi imperiali immediati, però, spesso sfuggivano alla diretta amministrazione di circoli e cantoni, fondando la base per divenire liberi signori (vocabolo da cui poi deriverà il Freiherr, parola utilizzata per indicare i baroni). Un esempio pratico furono i signori di Haldenstein (attuale Svizzera).
Questi feudi autonomi erano composti da una variegata tipologia di domini e di giurisdizioni che si potevano estendere su un solo castello o villaggio, fino ad estendersi anche su diverse terre, villaggi e cittadine, che facevano tutti capo alla sede amministrativa del loro signore equestre (Rittersitz). Tali feudi erano spesso in signoria perpetua (Herrlichkeit).
Dalla fine del XVII secolo, l'organizzazione dei circoli era la seguente:

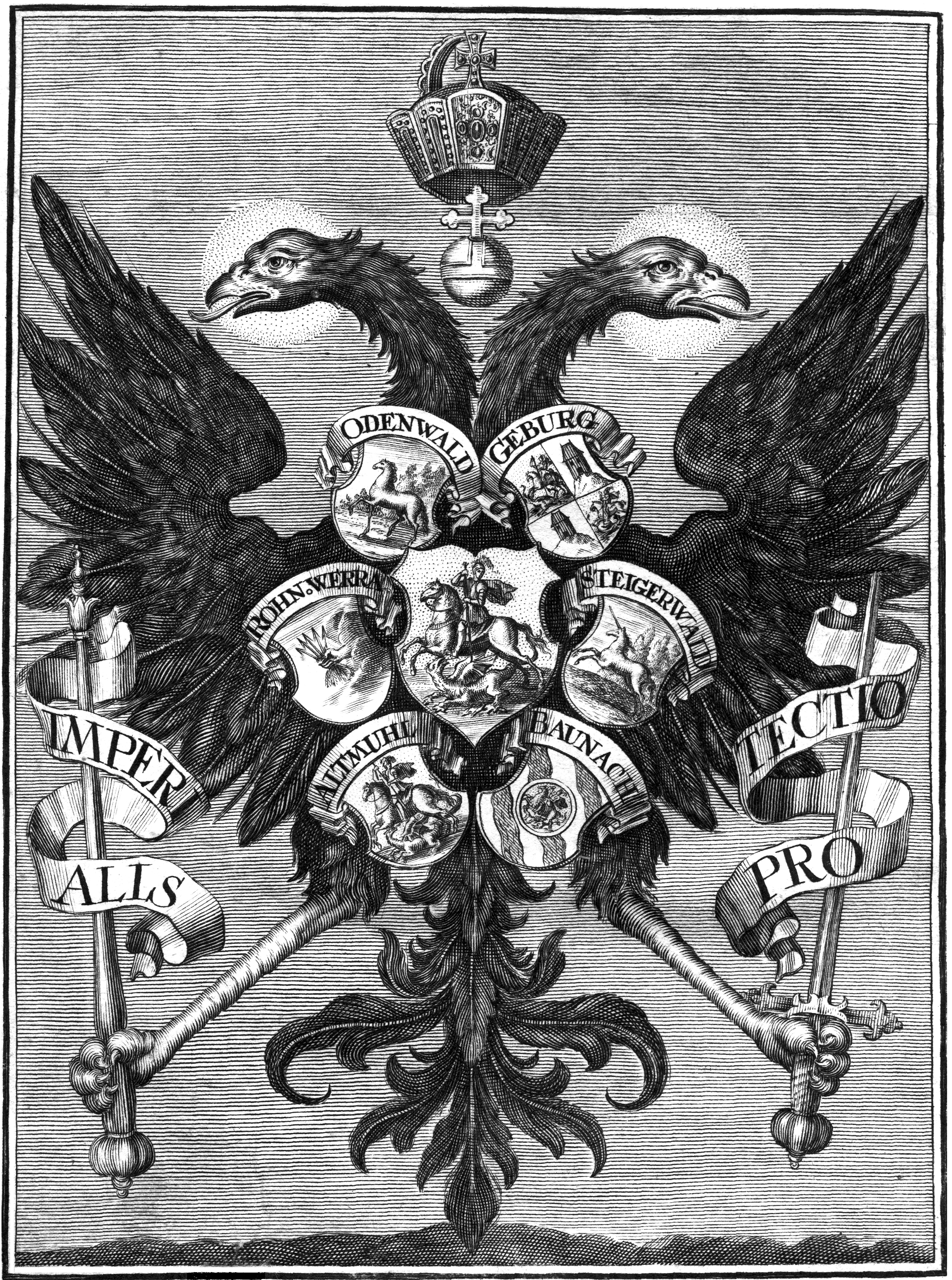
Stemmi dei cantoni del circolo della Franconia da Des heiligen Römischen Reichs ohnmittelbahr = Freyer Ritterschafft Der Sechs Ort in Francken, 1720

Circolo dei cavalieri della Franconia (sei cantoni con 702 feudi appartenenti a circa 150 famiglie, con una estensione territoriale di circa 4.400 km²); tra le famiglie di maggiore importanza si ricordano gli Aufsess, Berlichingen, Bettendorf,  Bibra,  Degenfeld, Frankenstein, Gemmingen, Greiffenklau, Hatzfeld, Leubelfing, Löwenstein Wertheim,  Metternich, Pappenheim, Schlitz von Gertz, Seckendorff, Schönborn,  Schenk von Stauffenberg, Stein,  Zedwitz.
- Odenwald (sede: prima ad Adelheim e poi a Kochendorf presso Heilbronn), stimati circa 310 componenti
- Steigerwald (sede: Erlangen), stimati circa 2 conti e 9 baroni
- Altmühl (sede: Ruegland e poi Wilhermsdorf presso Emskirchen), stimati circa 99 componenti
- Baunach (sede: Ruegheim poi Norimberga), stimati circa 49 componenti
- Rhön-Werra (sede: Schweinfurt), stimati circa 197 componenti suddivisi nei quartieri di Buchau, Henneberg, Meno e Saal
- Gebürg (sede: Bamberga), stimati circa 122 componenti

Circolo dei cavalieri della Svevia (cinque cantoni con 668 feudi appartenenti a circa 120 famiglie equestri con una estensione territoriale di circa 3.850 km²); tra le famiglie più importanti si ricordano: i baroni Adelmann, Attems, Bettendorf, Bodman, Dietrich, Erthal, Hornstein, Hundpis, Kageneck, Massenbach, Nothaft, Ow, Preising, Rollin von St. Andrè, Venningen, Wallbrunn, Wechmar, Zedwitz.
- Danubio (sede: Ulma e poi Ehingen), stimati circa 72 componenti
- Hegau-Algovia-Lago di Costanza (sedi: Radolfzell per il distretto di Hegau e Wangen per quello di Allgau), stimati circa 43 componenti
- Kocher (sede: Esslingen), stimati circa 138 componenti
- Kraichgau (sede: Heilbronn), stimati circa 47 componenti
- Neckar-Schwarzwald-Ortenau (sedi: Tubinga e Kehl per l'Ortenau aggregato dal 1749), stimati circa 231 per il Neckar e 30 per l'Ortenau.

(Note: Il Distretto semiautonomo di Ortenau e Bassa Alsazia venne affiliato al cantone di Neckar-Schwarzwald nel 1749. Questo distretto servì come strumento politico ed amministrativo per l'organizzazione e la comunicazione tra impero e nobiltà alsaziana assorbita dalla riunioni francesi alla fine del XVII secolo (Alsazia).
Circolo dei cavalieri della Renania (tre cantoni con 98 feudi appartenenti a circa 80 famiglie per una estensione territoriale complessiva di circa 2.200 km²); tra le principali famiglie si ricordano: i baroni von Franckenstein, Bentzel-Sternau, Bettendorf, Boineburg, Boos von Waldeck, Burscheid, Cathcart, Clodt, Breidenbach, Dalberg, Dalwigk, Droste, Eckbrecht, Eltz, Esebeck, Geyso, Grote, Hompesch, Innhausen, Kerpen, Knebel, Lombeck, Mauchenheim, Partenheim, Quadt, Riedeseln, Rohan-Soubise, Rollingen, Stein-Kallenfels, Vogt von Hunoldstein, Waldbott, Wallbrunn, Weichs, Wrede.
- Alto Reno (sede: Magonza), stimati circa 88 componenti.
- Medio Reno (sede: Friedberg), stimati circa 143 componenti.
- Basso Reno (sede: Coblenza), stimati circa 115 componenti.

### Status immediato e mediato
Dove vi fosse un feudo direttamente soggetto all'autorità dell'imperatore, esso acquisiva lo status di "immediato" (reichsunmittelbar) mentre le terre "mediate" (reichsmittelbar) erano soggette in prevalenza ai principi del Sacro Romano Impero e quindi non direttamente sotto la giurisdizione del solo imperatore, e legate in un rapporto di soggezione feudale con i vari sovrani.

### Ruolo nel Sacro Romano Impero
I Cavalieri Imperiali erano sovente invitati a riunirsi presso l'Imperatore ed ebbero perciò una rilevanza significativa nell'amministrazione e nelle occupazioni militari dell'Impero, fatto che fece sì che molti di questi divenissero tra i nobili più potenti dell'Impero, pur non godendo di un rango nobiliare elevato. In particolare, grazie ai numerosi incarichi amministrativi e politici assunti presso le varie corti principesche, assunsero spesso l'elettivo potere di alcuni principati come nel caso dell'elettorato di Magonza. Il Direttore di ogni singolo cantone nobiliaree(Ritterhauptmann o Capitano) era tenuto a registrare ed aggiornare accuratamente tutti gli aderenti al proprio cantone.

### La fine
Col tempo, il titolo di Reichsritter (Cavaliere Imperiale) divenne il titolo della nobiltà senza occupazione specifica, o senza feudo. Questo titolo, poi, in prevalenza dal XVI secolo, venne conferito in particolare ai benemeriti nel campo della scuola, artistico o diplomatico, oltre a quanti si fossero distinti nell'ambito militare. Con il Reichsdeputationshauptschluss (ossia la riorganizzazione imperiale) del 1803 prima, la fondazione della Confederazione del Reno poi nel 1806 e la fine del Sacro Romano Impero, i possedimenti dei Cavalieri Imperiali, divennero parte dei territori dei Grandi Nobili dell'Impero che coi loro territori circondavano i possedimenti dei piccoli feudatari attraverso la cosiddetta mediatizzazione. A compensazione di questo, molte famiglie aventi il titolo di Cavaliere del Sacro Romano Impero, ottennero quello di Barone e si sottomisero ai nuovi padroni.

### Numeri e membri
È difficile ad oggi stabilire un esatto numero dei cavalieri imperiali essendo stato il loro numero fluttuante e non sempre chiaro. Infatti la loro iscrizione ai vari cantoni nobiliari era condizionata non solo dalle dimissioni od esclusioni, ma anche dalle estinzioni o dagli accorpamenti ereditari delle famiglie. Normalmente risultano agli atti circa 350 famiglie decorate con titolo cavalleresco, governanti circa 1.500 diversi staterelli, (circa 10.450 chilometri quadrati di territori in tutto), con una popolazione di 400.000-450.000 abitanti alla fine dell'impero.
In un primo tempo, erano le corporazioni stesse dei cavalieri che regolavano l'accesso ai diversi Circoli e Cantoni. Vi erano due tipologie di ammissione: personale e feudale. L'ammissione feudale era concessa a quanti avessero il possesso di un feudo equestre immediato e quindi fossero direttamente sottoposti all'Imperatore. L'ammissione personale era riservata a quanti non detenessero un feudo con status di giurisdizione cavalleresco, ma erano insigniti del titolo per propri meriti personali. Questi ultimi, però, rappresentavano circa un terzo del numero totale dei Cavalieri dell'Impero.

## Elenco parziale delle famiglie appartenenti al cavalierato dell'Impero (distinte con i cantoni di appartenenza)

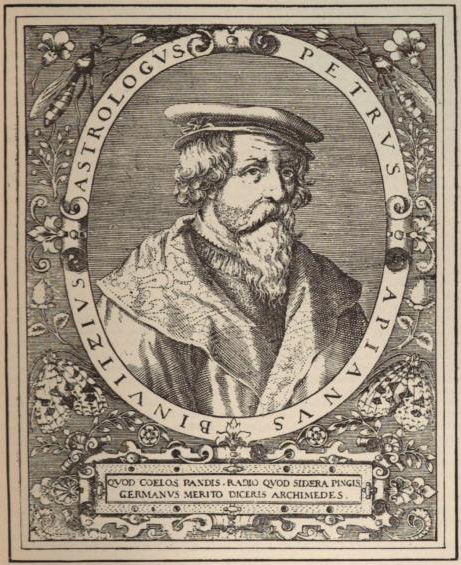
Peter Apianus, che venne creato Cavalieri dell'Impero, è conosciuto per i suoi contributi alla matematica, all'astronomia ed alla cartografia

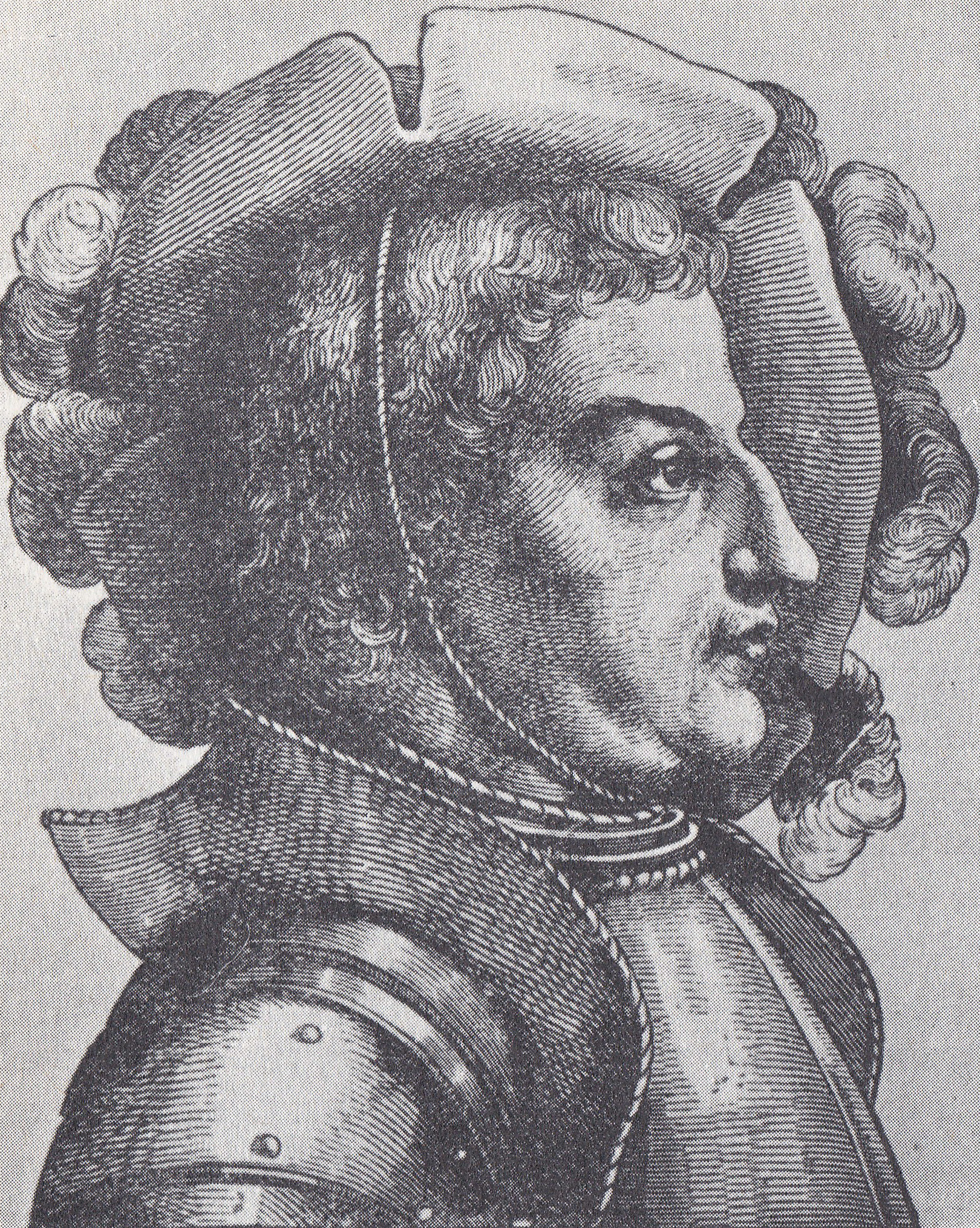
Franz von Sickingen

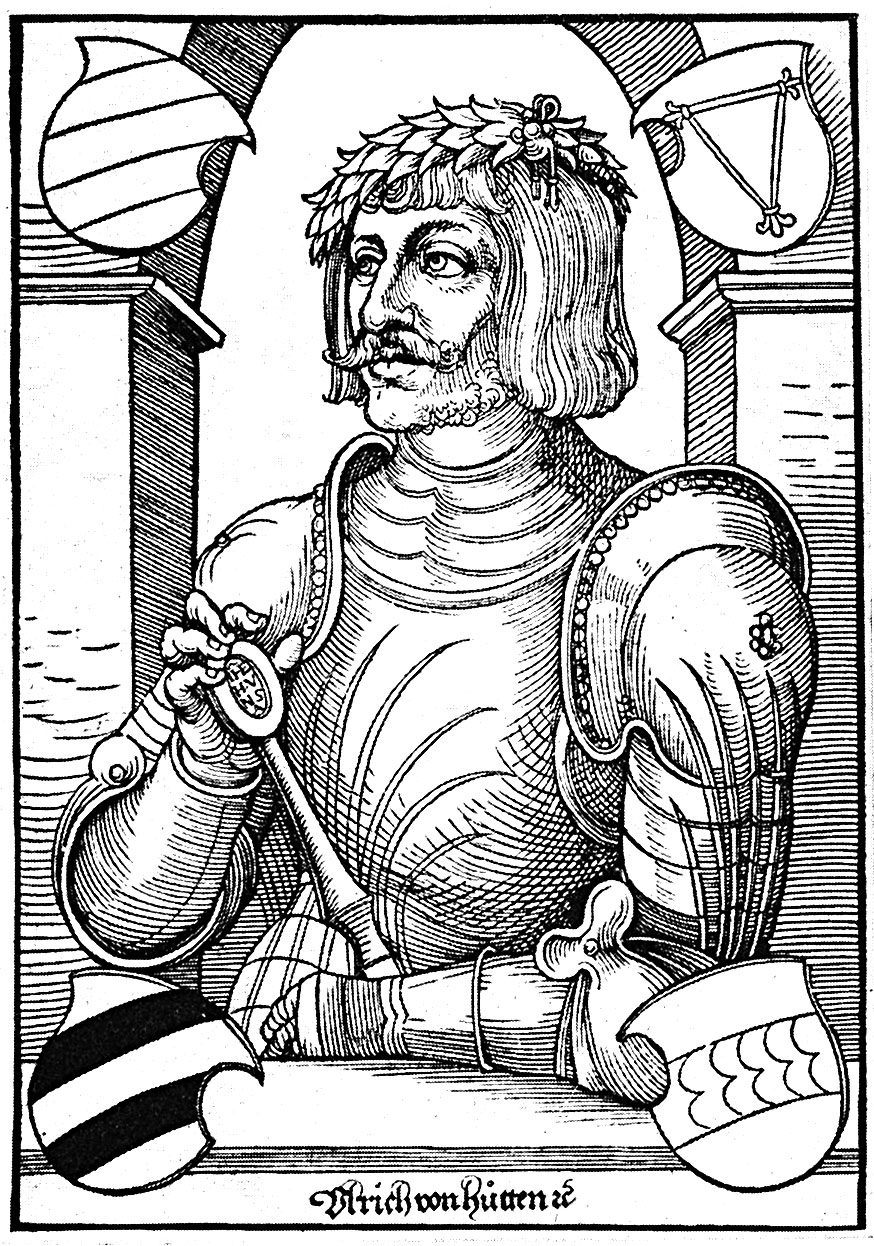
L'umanista Ulrich von Hutten

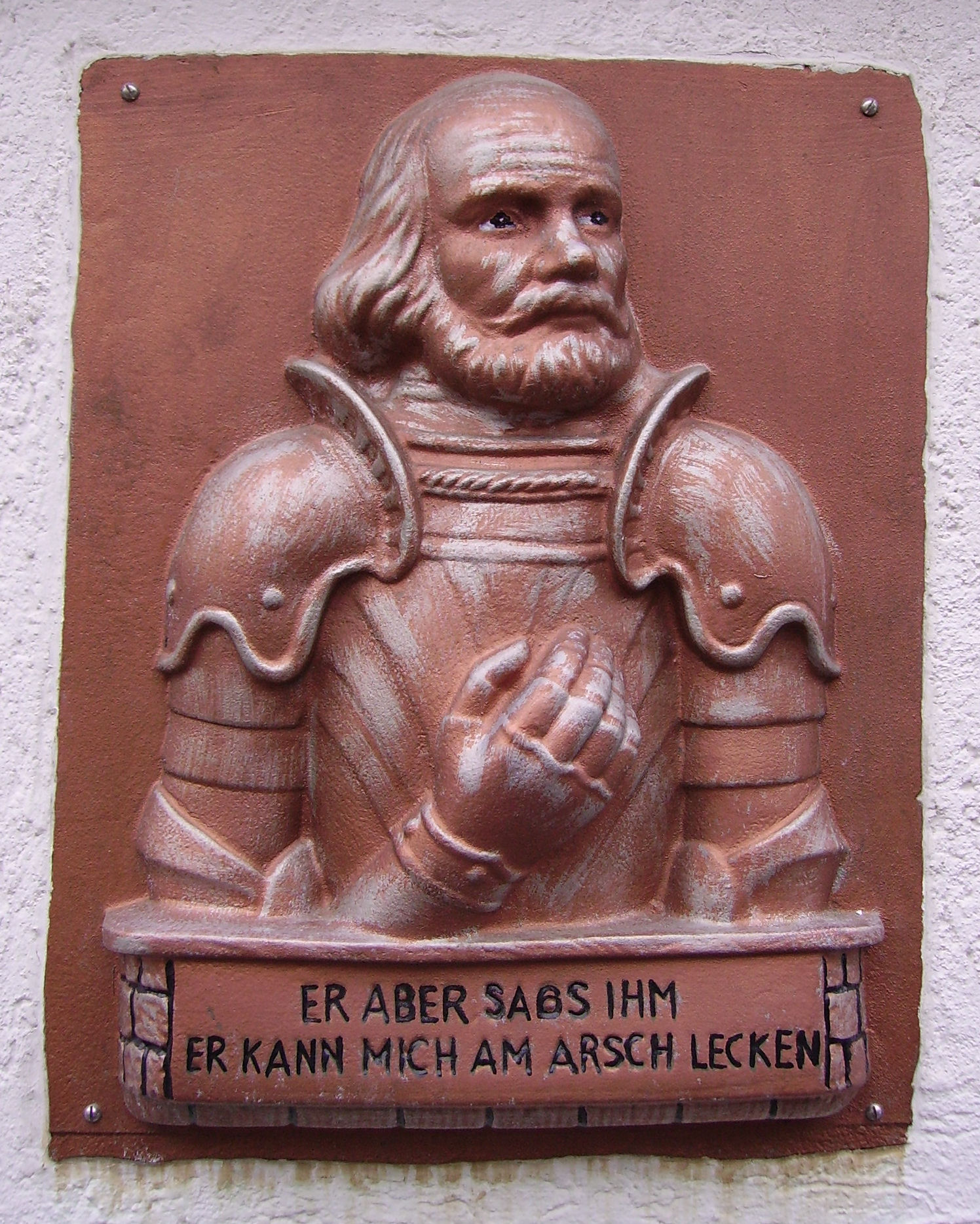
Götz von Berlichingen

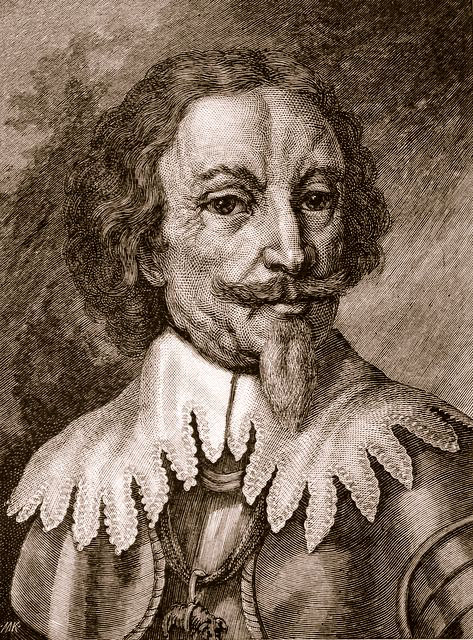
Gottfried Heinrich zu Pappenheim

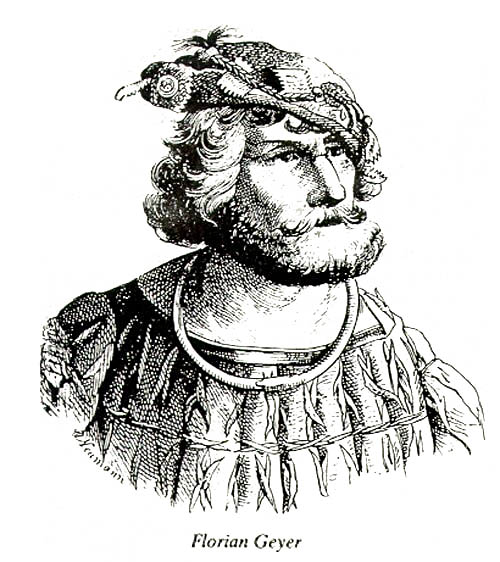
Florian Geyer

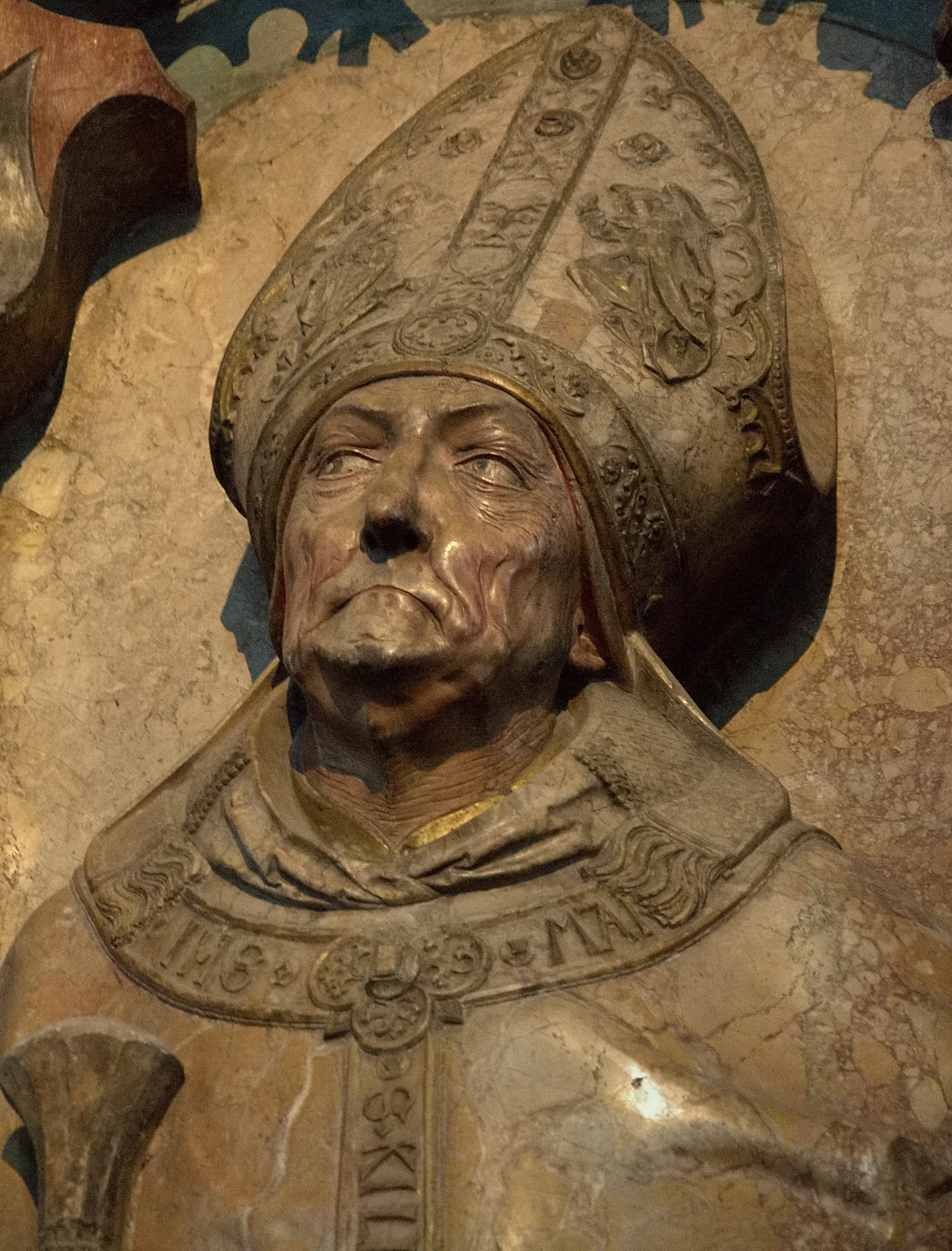
Dettaglio della tomba del Principe-Vescovo di Würzburg Rudolf von Scherenberg ad opera di Tilman Riemenschneider nella Cattedrale di Würzburg (1496-1499).

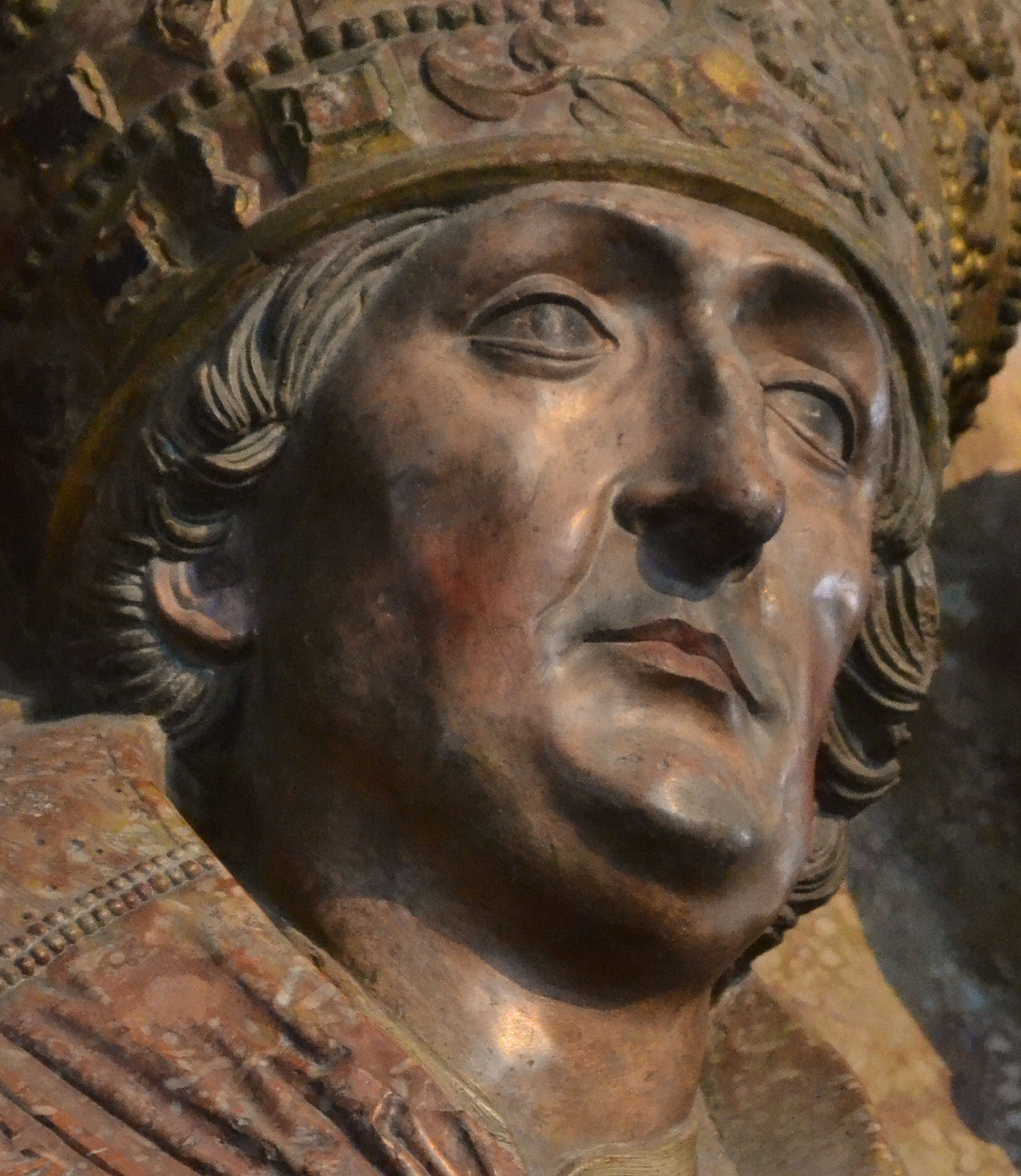
Dettaglio della tomba del Principe-Vescovo di Würzburg Lorenz von Bibra ad opera di Tilman Riemenschneider nella Cattedrale di Würzburg.

### A
- Abenberg (Steigerwald, Altmuehl)
- Absberg (Odenwald); Gunzenhausen -1751
- Adelmann (Kocher): baroni von Adelmannsfelden (1680); Hohenstadt
- Adelsheim (Odenwald, Rhoen Werra): baroni bei Buchen (1550) -1800; 1/3 Edelfingen, Binau
- Adelshofen (Steigerwald)
- Adelstetten (Kocher)
- Adler von Sachsenflur (Odenwald)
- Adolzheim
- Ahlfingen
- Ahrn (Arnim) (Gebirg)
- Aichholzheim (Odenwald), 1550)
- Aichinger von Eichstamm (Gebürg)
- Aichsholzheim (Odenwald)
- Aisch (Steigerwald)
- Albertini-Ichtratzheim (Bassa Alsazia, Ortenau): baroni (1773) -1808
- Albini zu Messel (Odenwald, 1799): baroni
- Albrecht (Steigerwald): baroni
- Aldingen (Kocher)
- Altenstein (Baunach, Odenwald, Steigerwald); Pfaffendorf; Altenstein (baroni); Ditterswind
- Altschell (Altmuehl)
- Alzey (Alto Reno); Schoernsheim
- Amman von der Laufenburg (Altmuehl)
- Ampringen
- Andlaw (Bassa Alsazia, 1680, Ortenau): baroni
- Angelloch (Angelach; 1720; Basso Reno, Kocher, Neckar, 1581); Malmssen, Utzmemmingen
- Ansbach (Odenwald)
- Anweil (Neckar, 1548-1663)
- Apel von Reckrodt (Odenwald); Lengsfeld
- Appold (Altmuehl); Trendel
- Arnim (Gebürg)
- Arnstein (Rhoen Werra)
- Artner (Gebirg)
- Artz (Neckar): baroni -1737
- Aschbach (Steigerwald)
- Aschhausen (Steigerwald, 1600)
- Assenburg (Medio Reno)
- Attems (Neckar-Schwarzwald, 1681): conti (1753); dal 1789 A.- Rassler von Gamerswang; Hirrlingen
- Auer (Baunach, Altmuehl)
- Aufseß (Gebürg, Odenwald, Baunach): conti (1695) e baroni (1714); Freienfels, Koenigsfeld, Truppach, Weiher
- Aurochs

### B
- Bartenstein (Kocher): baroni
- Bassenheim (Medio Reno)
- Bastheim (Rhön-Werra)
- Bauz (Odenwald)
- Bechtolsheim (Steigerwald, Medio Reno, Alto Reno)
- Beckers (Alto Reno, Medio Reno): baroni; Westerstetten, Bechtolsheim
- Bellersheim (Medio Reno)
- Bemelberg (Danubio)
- Bentzel-Sternau (Medio Reno, Neckar): baroni; Hohenau
- Bentzel zu Sturmfeder (Neckar-Schwarzwald): baroni; Horneck
- Berckheim (Distretto di Ortenau)
- Berga (Altmühl)
- Berlepsch (Rh. Werra): conti, baroni; Myllendonck, Wickershausen; Urleben
- Berlichingen (Odenwald, Kocher); Hornberg e Jagsthausen
- Berlo: conti
- Bern (Kocher)
- Bernhausen
- Beroldingen (Hegau, Kocher, -1790): baroni; Wildtal, Guedelhardt
- Berstett
- Bettendorf  (Medio Reno, Neckar): baroni (1688); Gauangelloch, Nussloch; Niederwalluf, Obereubigsheim
- Bibra (Rhön-Werra, Steigerwald, Baunach, Altmühl, Gebürg): baroni (1698); Adelsdorf; Brennhausen
- Bissingen von Nippenburg (Neckar-Schwarzwald): conti; Dotternhausen
- Bobenhausen (Rhön-Werra)
- Bock von Blaesheim (Alto Reno, Distretto di Ortenau, Kocher); Gerstheim
- Bocklin (Distretto di Ortenau)
- Bodeck (Distretto di Ortenau)
- Bodmann (Distretto di Hegau): baroni suddivisi in varie linee (Bodenburg, Kargegg, Moeggingen,)
- Bömelberg-Boinenburg (Basso Reno, Rhön-Werra, Danubio): baroni (1571), conti (1697), signori di Gemen fino al 1803
- Bokdorf (Braunach)
- Boos-Waldeck (Medio Reno, Basso Reno): baroni (1698), conti (1790); Montfurth, Hundsback, Mannebach, Dorweiler
- Borié (Rhön-Werra);Duerrnhot
- Botzheim (Alto Reno, Distretto di Ortenau)
- Boul (Hegau, 1752), Muehlingen, Hotterloch, Etschreute
- Brandenstein (Distretto di Ortenau)
- Brandi (Gebirg)
- Breidenbach-Breidenstein (Medio Reno, B. Reno); Buerresheim, Simpelfeld
- Breidenbach-Bürresheim (Medio Reno, Basso Reno)
- Brockdorf (Gebürg)
- Bubenhofen (Neckar-Schwarzwald, Kocher)
- Buchenau (Rhön-Werra)
- Bulach (Distretto di Ortenau)
- Burscheid- Büllesheim (Basso Reno, Alto Reno); Burgbrohl
- Buseck (Medio Reno)
- Buttlar (Treusch von Buttler; Medio Reno, Rh. Werra, Steigerwald): conti
- Buwinghausen (Kocher)

### C
- Candel (Neckar): conti
- Castell (Hegau, Steigerwald): conti; Remlingen, Breitenburg, Rehweiler
- Cathcart (Medo Reno); Wolfsheim bei Bleiskastel, Herbitzheim
- Chalon gen. Gehlen (Medio Reno)
- Clodt (1668-1798; Basso Reno); Ehrenberg, Landskron, Remblinghausen; Ehrenberg, Karbach
- Concini von Penna (von Contzin)
- Coudenhove (Medio Reno)
- Crailsheim (Odenwald, Steigerwald, Altmühl)
- Cronenberg (Medio Reno)

### D
- Dalberg (Baunach, Basso Reno, Medio Reno): baroni (1654) linee di Dalberg, Herrnsheim, Hessloch (1709), Essingen (-1793)
- Dalwigk (Basso Reno); Lichtenfels, Campf, Tomburg, Boisdorf, Dillich
- Degenfeld - Schomburg (Rhön-Werra, Odenwald, Basso Reno, Alto Reno, Kocher, Kraichgau): baroni (1625), conti (1716); Eybach, Moorsbrunn
- Deuring (Hegau)
- Diede (Medio Reno)
- Diemar (Rhön-Werra)
- Dienheim (Basso e Alto Reno); Bechtolsheim
- Dietrich (Medio Reno, Neckar, 1719); Rausenburg
- Doernberg; Burg Herzberg bei Breitenbach
- Drachsdorf (Rhön-Werra)
- Droste (Basso Reno): linee di Senden (Vischering) e di Süchlen
- Dungern (Distretto di Ortenau)
- Dürckheim (Altmühl, Distretto di Ortenau)

### E
- Ebersberg von Weyers (Rhön-Werra); Leyen
- Eckbrecht-Duerkheim (Alsazia, Alto Reno): baroni e conti; Windstein, Busenberg
- Edelsheim (Medio Reno)
- Effern (Basso Reno)
- Egkh (Neckar-Shwarzwald)
- Egloffstein (Gebirg, Steigerwald, Altmühl)
- Ehrenberg
- Eichler (Altmühl)
- Ellrichshausen (Odenwald); Auerstadt, Assemstadt, Zuettlingen
- Eltz (Basso Reno, Medio Reno, Alto Reno): conti Faust von Stromberg (1733), linee di Rübenach, Rodendorf (-1786), Kempenich, Blieskastel, Uettingen
- Elverfeldt gennant von Beverfoerde (Basso Reno); Werries
- Engl von Wagrain (Kraichgau); Seisenberg
- Enzberg (Hegau); Siggen
- Erffa (Odenwald, Rh. Werra, 1702); Wassenburg, Erffa
- Erthal (Rhön-Werra, Baunach, Medio Reno, Alto Reno, Kocher, Distretto di Ortenau); linee di Leutzendorf (-1764) e di Elfershausen, Gochsheim
- Esebeck (Medio Reno, 1740); Drachenbronn (Lembach in Alsazia)
- Esch (Medio Reno)
- Eyb (Odenwald, Altmühl, Kocher, Rh. Werra, Danubio); Eyb in Doerzbach; Ramerdorf
- Eyben (Medio Reno)
- Eys (Medio Reno)

### F
- Fahnenberg (Rhön-Werra)
- Faignies
- Falkenhausen (Altmühl)
- Falkenstein (Odenwald, Rh. Werra)
- Fechenbach (Odenwald, Rh. Werra); Lauderbach; Sommerau
- Feiguier (Alto Reno)
- Fleckenstein (Alzazia, -1720)
- Forster und Damberoy (Odenwald, Altmühl, Neckar); Breitenfeld
- Forstmeister-Gehlnhausen (Basso Reno)
- Forstner (Neckar-Schwarzwald)
- Frais (Alto Reno)
- Franckenstein (Rhön-Werra, Odenwald, Medio Reno, Alto Reno, Distretto di Ortenau): baroni (1662); Ockstadt, Ulmstadt
- Frauenhofen
- Frenz (Medio Reno)
- Freyberg und Eisenberg (Danubio, Hegau, Neckar-Schwarzwald, Kraichgau, Kocher): conti di Justingen (1582); Hirbel, Haldenwang, Ehingen
- Fries (Altmühl)
- Fuchs-Rosenberg von Molland (Baunach, Rh. Werra): conti
- Fuchs von Bimbach (Steigerwald)
- Fugger (Danubio, Kocher): conti (1530)
- Fürstenberg (Medio Reno, Alto Reno): conti (1530), baroni (1664), principi (1667)
- Fürstenwärther (Basso Reno, Medio Reno): baroni (1676):; Durchroth, Oberhausen

### G
- Gagern (Alto Reno)
- Gail (Distretto di Ortenau)
- Gailing (Distretto di Ortenau)
- Gaisberg (Neckar-Schwarzwald, Kocher)
- Galen (Medio Reno, 1702): conti; Dinklage, Vellingshausen
- Gebsattel (Rhön-Werra)
- Gedult-Jungenfeld (Alto Reno)
- Geismar (Alto Reno)
- Geispitzheim (Alto Reno)
- Gemmingen (Odenwald, Alto Reno, Neckar-Schwarzwald, Kocher, Kraichgau): baroni (1560)
- Gerstorff (Medio Reno)
- Geuder (Gebürg, Altmühl)
- Geyer (Odenwald)
- Geyso (Rhön-Werra): cavalieri (1653), baroni (1658)
- Giech (Gebirg): baroni (1680), conti (1695)
- Gleichen (Rhön-Werra)
- Goeler (Kraichgau)
- Göllnitz (Neckar-Schwarzwald, Kocher)
- Görtz (Rhön-Werra, Medio Reno)
- Greiffencklau (Odenwald, Baunach, Medio Reno, Alto Reno, Kocher): baroni
- Groschlag (Odenwald)
- Groß (Gebirg, Baunach)
- Goeler
- Gudenus (Alto Reno)
- Gueder
- Gültlingen (Neckar-Schwarzwald, Kocher)
- Gumppenberg
- Günerode (Medio Reno)
- Guttenberg (Rhön-Werra, Gebirg, Baunach, Medio Reno): baroni (1698), conti

### H
- Habermann (Rhön-Werra)
- Hacke (Medio Reno): baroni (1692), poi conti; Trippstadt, Willenstein, Winterburg
- Hagen (Alto Reno)
- Hahn (Medio Reno; soppressa nel 1803)
- Hahnsberg (Medio Reno: signoria di Bruck; soprpessa nel 1803)
- Hallberg (Alto Reno): conti; Hauchelheim, Bechtolsheim, Fuessgoenheim
- Haller (Steigerwald, Altmühl) baroni von Hallerstein (1628)
- Hamilton (Odenwald,1700); Neuburg am Inn
- Hanisch (Bohemia) cavalieri von Greifenthal
- Harling (Alto Reno, Neckar-Schwarzwald, Kocher)
- Hatzfeld (Odenwald, Medio Reno): conti (1635); Wildenberg, Wessweiler; linea principesca von Trachenberg, Crottorf
- Haxhausen (Odenwald, Alto Reno)
- Heddersdorf (Medio Reno, Alto Reno)
- Hees (Basso Reno)
- Helmstaett (Kraichgau, 1710): conti; Mentzingen, Fuerfeld, Oberoewiesheim
- Hess (Kocher)
- Hessberg (Gebirg)
- Hettersdorf (Odenwald, Baunach)
- Heuslin v. Eusenheim (Rhön-Werra, Gebirg)
- Hoembroeck (Medio Reno, 1733): conti; Blunbeck, Geulle
- Hofen (Kocher)
- Hoheneck (Medio Reno, Upper Rhine)
- Hohenfeld (Medio Reno)
- Holtz (Odenwald, Kocher)
- Holtzschuher (Steigerwald)
- Hompesch-Kurich (Basso Reno; 1654): conti e baroni; Boellheim; Eschweiler
- Horben (Distretto di Allgäu-Bodensee)
- Horneck (Gebirg, Baunach, Alto Reno)
- Hornstein (Danubio, Distretto di Hegau)
- Hoyen (Medio Reno)
- Hundbiss (Distretto di Allgäu-Bodensee)
- Hundheim
- Hundt (1701): conti; Lautterbach, Eisolzried, Weikershofen
- Hutten (Rhön-Werra, Medio Reno)

### I
- Ichtrazheim (Distretto di Ortenau) cfr. Albertini
- Ifflinger (Neckar-Schwarzwald)
- Imhof (Baunach, Alto Reno)
- Ingelheim[non chiaro]-Echter von Mespelbrunn (Odenwald, Basso Reno, Medio Reno, Alto Reno): conti
- Innhausen und Knyphausen (Medio Reno) Jennelt, Evenburg

### J
- Jett (Alto Reno)
- Jakob (Alto Reno)

### K
- Kageneck (Danubio)
- Kalbsried (Rhön-Werra)
- Karg (Gebirg, Baunach)
- Kechler von Schwandorf (Neckar), Unteralheim
- Keller (Neckar-Schwarzwald)
- Kellerbach (Basso Reno)
- Kerpen (Basso Reno, Medio Reno), Rühlingen, llingen, Nuerzweiler
- Kesselstatt (Basso Reno), Orsbeck
- Kieningen (Alto Reno)
- Killinger (Kraichgau), Eschenau
- Klengen (Odenwald)
- Klingenberg (Hegau)
- Knebel von Katzenellnbogen (Basso Reno, 1710; Distretto di Ortenau), St. Quintin
- Knesebeck (Basso Reno, 1754), Hoerstgen
- Kniestedt (Neckar-Schwarzwald, Kocher)
- Knigge (1786), Arnstein
- Knöringen (Altmühl)
- Koenitz in Untersiemau (Baunach)
- Koeth (Alto Reno)
- Kofler (Alto Reno)
- Kolb von Rheindorff (Neckar, -1751), Assermstadt
- Kollowrat (Danubio): conti
- Koniz (Baunach)
- Krailsheim
- Kress (Altmühl)
- Künsberg/Kuensperg (Gebirg, Baunach, Steigerwald), Nagel, Schenau, Thurnau

### L
- Lang (Kocher)
- Langenwoerth (Medio Reno, Alto Reno, Kocher), Nieder Saulheim
- Lasser (Danubio, Odenwald; -1798), Autenried
- Lehrbach (Odenwald, Alto Reno)
- Leider (Danubio, Kocher)
- Lentnersheim (Altmühl)
- Leonhardi
- Leonrodt (Neckar-Schwarzwald, 1745), Neudorf, Hornsegen
- Leonrodt (Neckar-Schwarzwald) (due separate famiglie con lo stesso nome.)
- Leubelfing (Altmuehl), Falbenthal, Eggmuehl
- Leutrum (Neckar-Schwarzwald)
- der Leyen (Medio Reno, Basso Reno; 1659): conti; Adendorf, Hohengeroldseck
- Liebenfels (Hegau)
- Liebenstein (Danubio, Kocher)
- Liechtenstein
- Lichtenstern (Baunach)
- de Ligneville (Medio Reno): conti; Rimburg
- Lochner (Rhön-Werra, Gebirg)
- der Lombeck (Basso Reno), Guedenau, Meerl, Villip
- Loë (Medio Reno): conti; Steinfurt, Wissem, Mheer, Konradsheim
- Loersch, Hilgertshausen
- Löw (Medio Reno)
- Loewenhaupt (Alto Reno): conti; Rausenburg, Niederbronn
- Löwenstein (Odenwald)

### M
- Maiershofen
- Malapert-Neufville
- Mansbach
- Marioth
- Marschall von Ostheim
- Massenbach (Kocher, Kraichgau), Massenbach in Ludwigsburg
- Mauchenheim von Bechtolsheim (Medio Reno, Steigerwald, Odenwald), Sontheim
- Mayerhofen
- Meerscheidt von Hillesheim (Basso Reno): conti; Reipoltskirchen (1722-1777), Weipe + 1785
- Merode (Scheiffart) van Oslen (Basso Reno, 1712): conti; Petersheim
- Mertz von Quirnheim (Basso Reno,1675); Bosweiler
- Merveldt (Basso Reno, 1726): conti; Lembeck, Hagenbeck
- Metternich zu Muellenark (Medio Reno, Alto Reno; 1719): conti; Brohl, Neckar Steinbach, Sinzingen -1786
- Migazzi
- Molsberg
- Montfort (Hegau, -1779): conti; Tettnang, Langen Argen
- Mozzian
- Muffel
- Muggenthal (Odenwald): conti; Mendorf, Neuenhinzenhausen
- Mundolsheim
- Müller
- Münch
- Mundolsheim (Medio Reno); Mannweiler
- Münster (Rh. Werra), Niederwehren

### N
- Natoli
- Neipperg (Krachgau, Neckar, 1726: conti; Klingenberg, Bonnfeld, Schwaingern
- Nesselrath (Basso Reno)
- Nesselrode: conti
- Neuenstein
- Neveu
- Nordeck zu Rabenau (Medio Reno); Bechtolsheim
- Nothafft von Weissenstein (Neckar)

### O
- Oberkirch
- Oberndorff (Alto Reno, Odenwald); Alsheim bei Kronau
- Oelhaften
- Oettingen (Danubio): conti; linee di Wallerstein; Spiegelberg in Schwendi; Baldern, Katzenstein, Dachstuhl
- Ostein (Medio Reno); signoria di Myllendonck e poi di Buxheim soppressa nel 1803
- Osterberg
- Ow (Neckar); Wachendorf, Ahldorf, Felldorf; Neihaus, Hirrlingen, Bielingen

### P
- Pallandt (Basso Reno); Nothberg
- Palm (Danubio, Kocher): conti; Gundelfingen, Steinbach
- Pappenheim
- Pappius
- Partenheim (Basso Reno); Bechtolsheim, Partenheim
- Paumgarten
- Peller
- Pergen
- Plittersdorf
- Pöllnitz (Odenwald, Gebirge, Steigerwald, 1670); Aschbach, Hundshaupten
- Prettlack
- Preuschen (Medio Reno)
- Preysing (Kocher): conti; Weinzach -1775
- Prör
- Pruglach
- Pueckler (Altmuehl): conti; linee di Groditz, Tantzenheid; Burg Farnbach, Brunn

### Q
- Quadt (Basso Reno, Medio Reno): conti dal 1752; Wyckradt, Schwanenberg; Zoppenbroich, Lage; Landskron; Burschfeld

### R
- Rabe von Cannstein (Altmuehl)
- Raknitz
- Rassler (Neckar, Danubio;-1789); Hirrlingen, Bieringen, Gamerswang
- Rathsamhausen
- Ratzenried
- Rau
- Rechberg und Rothenloewen (Kocher, 1738): conti; Hohenrechberg; in Weissenstein
- Reckenbach (Neckar)
- Redwitz
- Rehling
- Reibeld
- Reichlin
- Reifenberg (Basso Reno)
- Reigersberg
- Reinbelt (Medio Reno)
- Reischach (Neckar); Nussdorf, Eberdingen, Rieth
- Reitzenstein
- Remchingen (Neckar)
- Reutner
- Requile (basso Reno)
- Rhode
- Riaucour
- Riedesel (Alto Reno, Rhön-Werra); Lauterbach, Eisenbach, Stockhausen, Moos, Freienstein
- Riedheim
- Rieter-Kornburg
- Riez
- Ritter
- Roeder
- Rohan-Soubise (Basso Reno); Mattsfall
- Roll zu Bernau (Basso Reno); Bretzenheim
- Rollingen und Mengen (Basso Reno); Raville (Alsazia)
- Rosenbach
- Rost (Neckar); Vollmaringen, Zimmer, Goettelfingen
- Rotenhahn
- Roth-Schreckenstein
- Rotzmann
- Rüdt
- Rumerskirch

### S
- (Rollin de) Saint-André (Kraichgau, Neckar, Odenwald); Koenigsbach, Wankheim; Kochendorf
- Saint-Vincent
- Salis-Haldenstein (Graubunden) - Svizzera
- Schall
- Schaunberg
- Schaumberg
- Scheldt
- Schenk von Castell (Danubio, Hegau): conti
- Schenk von Geyer (Altmuehl); Syburg, Nennslingen
- Schenk von Schmidtburg (Alto Reno, Basso Reno); in Dudeldorf, Weiler
- Schenk von Schweinsberg
- Schenk von Stauffenberg (Danubio, Kocher, Hegau); Amerdingen
- Schenk von Waldenburg (Alto Reno, Basso Reno); Erfweiler, Dahn, Buchweiler
- Scherenberg
- Schergenstein
- Schertel
- Schilling
- Schirndinger von Schirnding (Gebirge, 1717)
- Schler
- Schlitz von Goertz (Rh. Werra): conti; Pfarstellen, Wegfurth
- Schlus
- Schmidburg
- Schmitz
- Schönborn (Gebirg, Odenwald): conti; Wiesentheid; Reichelsberg; Buchheim; Heutzenstamm; Hartenstein
- Schrottenberg
- Schütz
- Schwartzenberg
- Seckendorf, vari rami (Steigerwald, Odenwald, Altmuehl, Gebirge, Odenwald): conti di Gudent; baroni di Aberdar, Juggenheim; Zenn; Weingartsgereuth
- Seefried
- Seinsheim
- Senfft
- Serpes
- Sickingen (Alto Reno); Landstuehl, Hohenhoeine; Hohenburg, Koenigsburg
- Sinclair (Medio Reno, Alsazia): conti; Niederbronn
- Sodden
- Sohlern
- Sparr
- Spaur
- Specht von Bubenheim (Medio Reno, Neckar)
- Spee (Basso Reno): conti; Ahrenthal, Heldrop
- Spesshardt
- Spethg
- Sponeck (Neckar): conti; Bettenhausen, Leinstetten
- Stadion (Steigerwald, Danubio, Kocher, 1705): conti; Thannhausen, Boenningheim; Warthausen (1741-1803)
- Stauffenberg (Gebürg, Rhön-Werra e Steigerwald)
- Stain
- Stein, vari rami (Danubio, Kocher, Neckar, Medio Reno, Baunach, Rh. Werra); Bergenweiler; Ichenhausen; Niederstotzingen, Buehl, Baechingen; zum Reichtenstein, Emerkingen; Altenstein, Pfaffendorf, Marbach; Ditterswind, Maroldsweisach; Kallenfeld in Lembach
- Stein zu Liebenstein (altra famiglia); Barchfeld
- Stettner
- Stetten
- Stolzingen
- Stralenheim (Alto Reno, Medio Reno, 1720): conti; Forbach
- Stubenberg (tutti e tre i circoli)
- Sturmfeder von Oppenweiler (Kocher, Kraichgau); Dirmstein, Steinbach
- Syberg

### T
- Tessin (Kraichgau, Neckar); Hochdorf, Kilchberg
- der Thann (Rh. Werra); Oshteim, Tanstein; Neudahn
- Thannhausen
- Thrumbach
- Thumb
- Thungen
- Thurn
- Thurn und Taxis
- Törring (Danubio): conti; Seelfeld; Stein (1633-1774)
- Trauttmannsdorff (Kocher, 1631): conti; Neustadt am Kocher
- Truchseß von Wetzhausen (Baunach, Rh. Werra); Bettenburg; Wetzenhausen
- Tucher
- Türkheim
- Twickler (Basso Reno, 1706); Rath, Mechernich

### U, V
- Üxküll
- Uiberbruck
- Ullmer
- Ulm
- Umgelter
- Varnbühler
- Vehlen in Papenburg (Basso Reno)
- Venningen (Kraichgau); Hilsbach, Grombach -1763; Eichtersheim, Eschelbronn
- Vieregg
- Viszthum von Eckstaedt (Alto Reno,1711): conti; Auerswalde
- Vittinghoff
- Vogt-Hunolstein (Medio Reno); Steinkallenfels, Zuesch; Staudenheim, Doerrmoschel
- Voit
- Voit von Rieneck (Gebirge, Rh. Werra, 1703): conti; Trun, Trautstadt, Heinreussreuth
- Voit von Salzburg (Rh. Werra)
- Vopelius
- Vorster

### W
- Waitz von Eschen
- Waldbott von Bassenheim (Basso Reno, 1646): conti; Ollbrueck, Pirmont
- Waldbott von Bornheim (Medio Reno); Gelsdorf, Ollbrueck
- Waldbott von Koenigsfeld (Medio Reno, -1767)
- Waldbott von Gudenau (Medio Reno); Drachenfels
- Waldenburg-Schenkern (cfr. Schenk von Waldenburg)
- Waldenfels (Gebirg, Steigerwald)
- Walderdorff
- Waldkirch (Medio Reno, Gebirg)
- Waldner
- Wallbrunn (Alto Reno, Neckar); Gauersheim, Bechtolsheim, Hochspeyer
- Wallmoden-Gimborn (Medio Reno: signoria di Gimborn-Neustadt; soppressa nel 1803)
- Wambolt
- Warsberg (Alto Reno, Medio Reno); Hennweiler, Oberhausen
- Wechmar (Medio Reno, Rh. Werra, Neckar)
- Weichs (1623; Basso Reno); linee di Körtlinghausen, Rösberg, Wenne
- Weihmar
- Weiler
- Weinsberg
- Weitersheim
- Welden (Kocher); Gross Laupheim, Achstetten
- Welling
- Welschberg
- Welser
- Wendt (Medio Reno: signoria di Hardenberg; soppressa nel 1803)
- Wenz
- Wessenburg -1776; Aulfinger
- Westerholt (1726); Gysenberg, Heinrichenberg, Hackfort
- Westernach
- Westphalen
- Wetzel-Garben
- Wetzenhausen
- Weyler
- Wiesenthau
- Wieser (Medio Reno, Odenwald, 1702): conti; Leutershausen, Muenchweiler, Gonbach; Siegelbach, Friedelsheim, Untergimpern
- Wildberg (Baso Reno): conti; Ahrenthal
- Wildungen
- Winkler
- Winkler von Mohrenfels
- Wolff von Gudenberg (1440)
- Wolfskehl von Reichenberg (Odenwald, 1492); Reichenburg, Uettingen
- Wolff-Metternich (Kraichgau, 1731): conti; zur Gracht, Liblar
- Wöllwarth
- Wollzogen
- Wrede (1720, Alto Reno, Odenwald); Weinheim, Drachenbronn
- Wurmser
- Würtzburg (Gebürg)

### Z
- Zandt
- Zech
- Zedwitz (1610, Gebirg, Hegau); Feilitzsch, Liebenstein
- Zinzendorff und Pottendorf
- Zobel
- Zöllner
- Zyllnhardt